# سان لورنسو
سان لورنسو (به اسپانیایی: San Lorenzo) شهری در کشور آرژانتین، ایالت سانتا فه است که در سال ۲۰۰۹ میلادی، حدود ۴۳٬۰۳۹ نفر جمعیت داشته است.